# 麥克·羅力
麥克·羅力（英語：Mike Loree，1984年9月14日—），是美國職業棒球選手，守備位置為投手。現在擔任富邦悍將國際球探。

## 生平
麥克·羅力的職棒生涯起步於2007年美國職棒選秀會由舊金山巨人隊以第50輪、全體1441順位選進，生涯從未上過大聯盟，美職體系下出賽過的最高層級為小聯盟2A。2011年轉戰墨西哥，2012年轉效力大西洋聯盟長島鴨隊（Long Island Ducks），當年奪得年度最佳投手。
在妻子的鼓勵下，麥克·羅力自2012年起到台灣發展，最初加盟中華職棒Lamigo桃猿隊，當時登錄名雷力，於桃猿隊效力2季。2014年轉效力韓國職棒的新創立球隊KT巫師，為隊史首位外籍球員，同年在韓職二軍（依韓職規定，新成立的球隊於投入一軍賽場前需先打一年二軍賽事）出賽，但在年底未獲續約。
2015年再度到台灣轉投義大犀牛隊，登錄名改名為羅力。2016年底球季結束後，球隊轉賣更名為富邦悍將隊，仍留在該隊效力，為近年來中職難得的長壽洋將。
2020年6月28日，於台中洲際棒球場對決中信兄弟，在四局下半面對陳子豪的打席投出三振，是生涯的1000次三振，繼潘威倫及勇壯後，為第三位達成此紀錄的選手，也是三人中用最少場次完成此紀錄的選手。
2022年7月23日於新竹市立棒球場對決味全龍，拿下生涯第100次勝投，成為中職第四人、洋將第二人（前三人分別是潘威倫、勇壯及謝長亨）。
2022年8月19日，羅力向球團表達由於家庭因素想要提前離隊，預計9月中返美，返美前會持續出賽，有機會達成本土球員年資。8月20日，富邦悍將為羅力在新莊球場舉行記者會，羅力宣佈將在9月引退返回美國與家人團聚。9月2日為羅力最後一次在主場擔任先發投手，球團當天在新莊棒球場為羅力舉辦引退儀式，同時他的球衣背號「39號」也一起引退，成為中職史上第一位獲此殊榮的洋將。
最終，因颱風軒嵐諾影響，原先預定9月2日的引退戰延期至9月5日，仍然在新莊球場舉行，對手則是已經改名的羅力前東家樂天桃猿。本場比賽先發主投100球，而最後一球使桃猿隊七局上半第一個打者嚴宏鈞擊出一壘方向滾地球，由悍將隊一壘手也是富邦時任的代理隊長范國宸（原隊長林哲瑄在七月受傷後確定缺席本年剩下所有比賽）攔下後踩一壘刺殺打者，羅力則在主場觀眾10239人的歡呼下離場。最終羅力本場比賽6.1局失3分（1分為責失分），在代理隊長范國宸本日4支4包含一發全壘打的火力支援下，拿下中職生涯第102勝、以先發投手身分登場的第100勝以及單場MVP，也幫助富邦球團拿到史上第300勝。
2022年9月11日，由於富邦悍將新洋投安得勝準備不及，退而不休的羅力挺身而出擔任先發投手，對上中信兄弟，此戰也確定是羅力的最後一戰，最終以4.1局失2分（皆自責分）坐收，羅力也在在場球迷的鼓掌聲下退場。羅力也在此戰達成1500投球局數的紀錄，繼潘威倫及勇壯後，為第三位達成此紀錄的選手。賽後富邦悍將以1比4輸給中信兄弟，羅力也拿下中華職棒生涯最後一敗；9月13日在近百位球迷送機下一早搭機返美，也正式結束其輝煌的中職生涯。
2023年5月27日，羅力以本土球員身分登錄回中華職棒球員身分，於新莊球場先發一打席對上味全龍隊高孝儀，共投5球，被打成右外野飛球接殺出局後退場，象徵性成為羅力條款的受惠第一人、首位以本土球員身分先發的外籍球員。
2023年5月28日，富邦悍將球團將他的「39」背號退休，並高掛在新莊球場本壘板上方，成為史上第1位洋將背號退休。

## 經歷
- 美國職棒舊金山巨人（2007年－2009年）
- 美國職棒獨立聯盟Newark Bears（2010年）
- 美國職棒獨立聯盟Long Island Ducks（2011年）
- 美國職棒匹茲堡海盜（2011年）
- 墨西哥太平洋聯盟Cañeros de Los Mochis（2011年）
- 美國職棒力大西洋聯盟長島鴨隊（2012年）
- 中華職棒Lamigo桃猿（2012年－2013年，譯名雷力）
- 韓國職棒KT巫師（2014年，二軍）
- 中華職棒義大犀牛（2015年－2016年）
- 中華職棒富邦悍將（2016年11月1日－2022年9月13日）
- 中華職棒富邦悍將國際球探（2022年12月23日－）

## 職棒生涯成績

### 中華職棒
- (粗黑體字為該年度最佳或最高成績)
- (粗紅體字則是年度或中職最高紀錄)

| 年度 | 球隊       | 出賽 | 先發 | 勝投 | 敗投 | 中繼 | 救援 | 完投 | 完封 | 奪三振 | 四死 | 投球局數 | 責失 | 防禦率 | 被上壘率 |
| ---- | ---------- | ---- | ---- | ---- | ---- | ---- | ---- | ---- | ---- | ------ | ---- | -------- | ---- | ------ | -------- |
| 2012 | Lamigo桃猿 | 8    | 7    | 6    | 1    | 1    | 0    | 1    | 0    | 31     | 6    | 50.1     | 14   | 2.50   | 0.93     |
| 2013 | Lamigo桃猿 | 34   | 34   | 11   | 12   | 0    | 0    | 1    | 1    | 152    | 48   | 218.0    | 84   | 3.47   | 1.28     |
| 2015 | 義大犀牛   | 30   | 29   | 16   | 5    | 0    | 0    | 0    | 0    | 144    | 45   | 190.2    | 69   | 3.26   | 1.24     |
| 2016 | 義大犀牛   | 31   | 29   | 13   | 11   | 0    | 0    | 0    | 0    | 159    | 63   | 190.0    | 84   | 3.98   | 1.35     |
| 2017 | 富邦悍將   | 25   | 25   | 16   | 4    | 0    | 0    | 2    | 1    | 154    | 34   | 160.2    | 39   | 2.18   | 1.01     |
| 2018 | 富邦悍將   | 26   | 26   | 10   | 8    | 0    | 0    | 0    | 0    | 157    | 21   | 161.0    | 62   | 3.47   | 1.21     |
| 2019 | 富邦悍將   | 26   | 26   | 12   | 9    | 0    | 0    | 2    | 1    | 167    | 36   | 171.2    | 53   | 2.78   | 1.02     |
| 2020 | 富邦悍將   | 23   | 23   | 6    | 11   | 0    | 0    | 0    | 0    | 126    | 37   | 136.2    | 76   | 5.00   | 1.48     |
| 2021 | 富邦悍將   | 25   | 25   | 7    | 9    | 0    | 0    | 1    | 0    | 125    | 41   | 157.1    | 53   | 3.03   | 1.14     |
| 2022 | 富邦悍將   | 12   | 11   | 5    | 2    | 0    | 0    | 0    | 0    | 61     | 15   | 63.2     | 18   | 2.54   | 1.05     |
| 2023 | 富邦悍將   | 1    | 1    | 0    | 0    | 0    | 0    | 0    | 0    | 0      | 0    | 0.1      | 0    | 0.00   | 0.00     |
| 合計 | 11年       | 241  | 236  | 102  | 72   | 1    | 0    | 7    | 3    | 1276   | 346  | 1500.1   | 552  | 3.31   | 1.20     |

### 韓國職棒二軍
| 年度 | 球隊   | 出賽 | 先發 | 勝投 | 敗投 | 中繼 | 救援 | 完投 | 完封 | 三振 | 四死 | 責失 | 投球局數 | 自責分率 | 被上壘率 |
| ---- | ------ | ---- | ---- | ---- | ---- | ---- | ---- | ---- | ---- | ---- | ---- | ---- | -------- | -------- | -------- |
| 2014 | KT巫師 | 16   | 15   | 7    | 0    | 0    | 0    | 0    | 0    | 82   | 25   | 38   | 94.1     | 3.63     | 1.29     |
| 合計 | 1年    | 16   | 15   | 7    | 0    | 0    | 0    | 0    | 0    | 82   | 25   | 38   | 94.1     | 3.63     | 1.29     |

### 美國職棒
- 小聯盟投球局數228.0局，13勝13敗3.51自責分率，獨立聯盟投球局數357.0局，25勝21敗4.34自責分率

## 特殊事蹟
- 2012年8月24日來台於桃園國際棒球場主場初先發面對兄弟象隊，即以完投九局失一分的表現獲得首勝。
- 2012年11月9日於第六屆亞洲職棒大賽中對上韓國職棒當年總冠軍隊－三星獅隊任先發投手，以128球完投九局，僅被第四棒、第五棒、第六棒崔炯宇、朴漢伊、朴錫珉擊出零星安打，並飆出高達11次的三振，拿下無四死球完投完封勝。
- 2013年8月31日於桃園國際棒球場主場面對義大犀牛主投六局零失分，後來比賽因雨提前裁定由Lamigo桃猿以1:0勝出，為一場迷你完投完封勝，20130831。直到2017年7月12日於台中洲際球場面對中信兄弟隊，才投出一場九局的完投完封勝。
- 2019年5月22日於臺南市立棒球場面對統一7-ELEVEn獅的比賽，以107球完投九局，僅被潘武雄及楊家維擊出兩支零星安打，並飆出高達12次的三振，拿下中職生涯首場無四死球完投完封勝，也是中職生涯唯一一場。
- 總計羅力生涯102勝中有43勝是面對統一7-ELEVEn獅拿下的，另外在對戰場次（80場）、對戰奪三振（483次）、對戰投球局數（503.1局）等對戰最多紀錄皆在面對統一7-ELEVEn獅所創下，生涯對戰防禦率3.13也說明其一定程度的壓制能力，因而也獲封「除獅機」的美名。[13]
- 2023年5月27日，羅力於新莊球場先發一打席對上味全龍隊高孝儀，共投5球，被打成右外野飛球接殺出局後退場，象徵性成為羅力條款的受惠第一人、首位以本土球員身分先發的外籍球員。
- 羅力在富邦悍將先發主投時，若該場隊友打擊不捧場，或者守備出包，或者牛棚失火導致無緣勝投的悲情，常被網友鄉民戲稱「問天」。這個名詞出自於他在台南球場的1場先發，在場邊做操被轉播單位目擊，動作搭配翁立友的歌曲《我問天》相當吻合，變成網路瘋傳的迷因。

### 榮譽
- 2011年美國職棒獨立聯盟大西洋聯盟（Atlantic League）年度最佳投手。
- 2012年台灣大賽面對統一7-ELEVEn獅隊於第一戰及第四戰皆先發取勝，奪得該年台灣大賽優秀球員獎（勝方）。2016於義大犀牛隊面對中信兄弟再度奪得總冠軍。
- 2013年以152次奪三振奪得當年度三振王，並奪得投手金手套獎。
- 2015年回鍋中華職棒後，以3.26自責分率奪得當年度防禦率王，以16勝獲得勝投王，並以144次奪三振二度奪得三振王，為中華職棒睽違九年的「三冠王」，且奪得投手金手套獎、最佳十人獎。
- 2016年二度奪得勝投王（13勝）、防禦率王（3.98）與最佳十人獎。
- 2017年以16勝達成勝投王、2.18防禦率達成防禦率王三連霸，並以154次奪三振三度奪得三振王，是繼2015年後再一次達成投手「三冠王」，投手最佳十人獎也達成三連霸。
- 2018年第四度也是連兩年奪得三振王，2019年第四度奪得防禦率王。

## 相關著作
- 完美落幕：十年一見的傳奇，羅力的棒球之路；由堡壘文化出版。[14]

## 外部連結
- 麥克·羅力在台灣棒球維基館上的頁面（繁體中文）
- 麥克·羅力在美國職棒官網（英语）
- 麥克·羅力在中華職棒官網
- 麥克·羅力在Baseball-Reference.com（小聯盟以及海外聯盟）（英语）
- 麥克·羅力在FanGraphs.com（英语）
- 麥克·羅力在The Baseball Cube（英语）

| 獎項                                                      | 獎項                                          | 獎項                                                    |
| --------------------------------------------------------- | --------------------------------------------- | ------------------------------------------------------- |
| 前任： 張泰山                                             | 台灣大賽優秀球員獎（勝方） 2012年             | 繼任： 坎諾(Luis Vizcaíno)                              |
| 前任： 迪薩猛(Matt DeSalvo) 黃勝雄 布魯斯(Bruce Billings) | 中華職棒三振王 2013年 2015年 2017-2018年      | 繼任： 黃勝雄 布魯斯(Bruce Billings) 李茲(Radhames Liz) |
| 前任： 鄭凱文                                             | 中華職棒勝投王 2015-2017年                    | 繼任： 伍鐸(Bryan Woodall)                              |
| 前任： 鄭凱文 羅里奇(Josh Roenicke)                       | 中華職棒防禦率王 2015-2017年 2019年           | 繼任： 羅里奇(Josh Roenicke) 德保拉                     |
| 前任： 鄭凱文 伍鐸(Bryan Woodall)                         | 中華職棒最佳十人獎（投手） 2015-2017年 2019年 | 繼任： 伍鐸(Bryan Woodall) 德保拉                       |
| 前任： 鎌田祐哉 賈西亞(Freddy García)                     | 中華職棒金手套獎（投手） 2013年 2015年        | 繼任： 賈西亞(Freddy García) 力猛(Scott Richmond)       |